# Oranier-Route

Logo

Die Oranier-Route (auch: Oranjeroute) ist eine Ferienstraße, die von Amsterdam (Niederlande) durch Nord- und Mitteldeutschland wieder nach Amsterdam zurückführt. Sie ist über 2400 Kilometer lang und durchquert die Niederlande und mittlerweile zwölf deutsche Bundesländer. Die Oranier-Route führt durch Städte und Regionen, die dem heutigen niederländischem Königshaus verbunden sind. Einige Stationen haben allgemeiner mit den Niederlanden zu tun.
Ausgedacht hat sich die Route die Deutsche Zentrale für Tourismus. Ein Teil der Route ist die neuere Oranierfahrradroute. Sie führt nur von Moers im Rheinland über das niederländische Gelderland ('s-Heerenberg und Apeldoorn) nach Lingen in Niedersachsen.

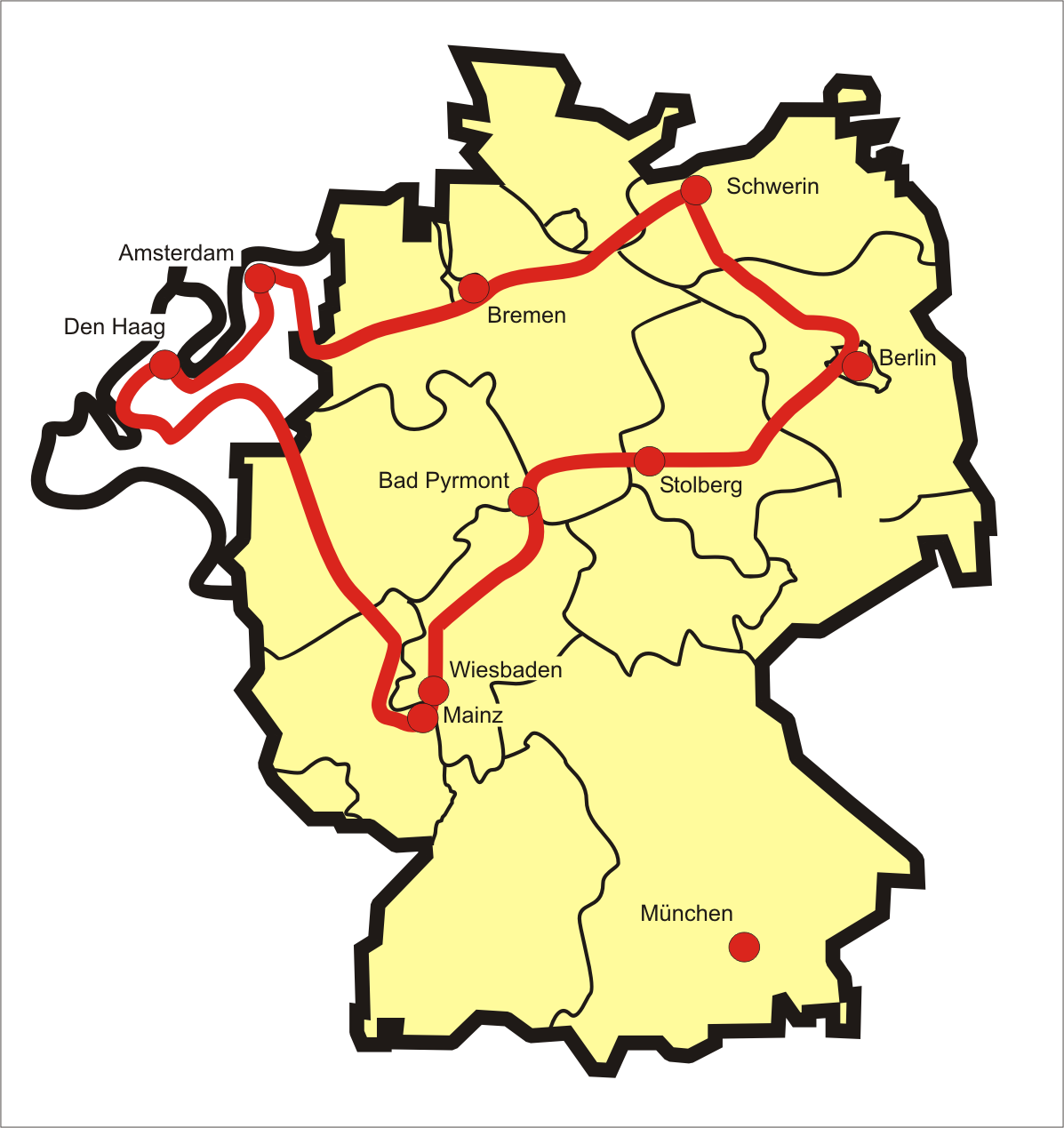
Verlauf der Oranier-Route 2007, noch ohne die später dazu gekommenen Orte in Thüringen und Sachsen

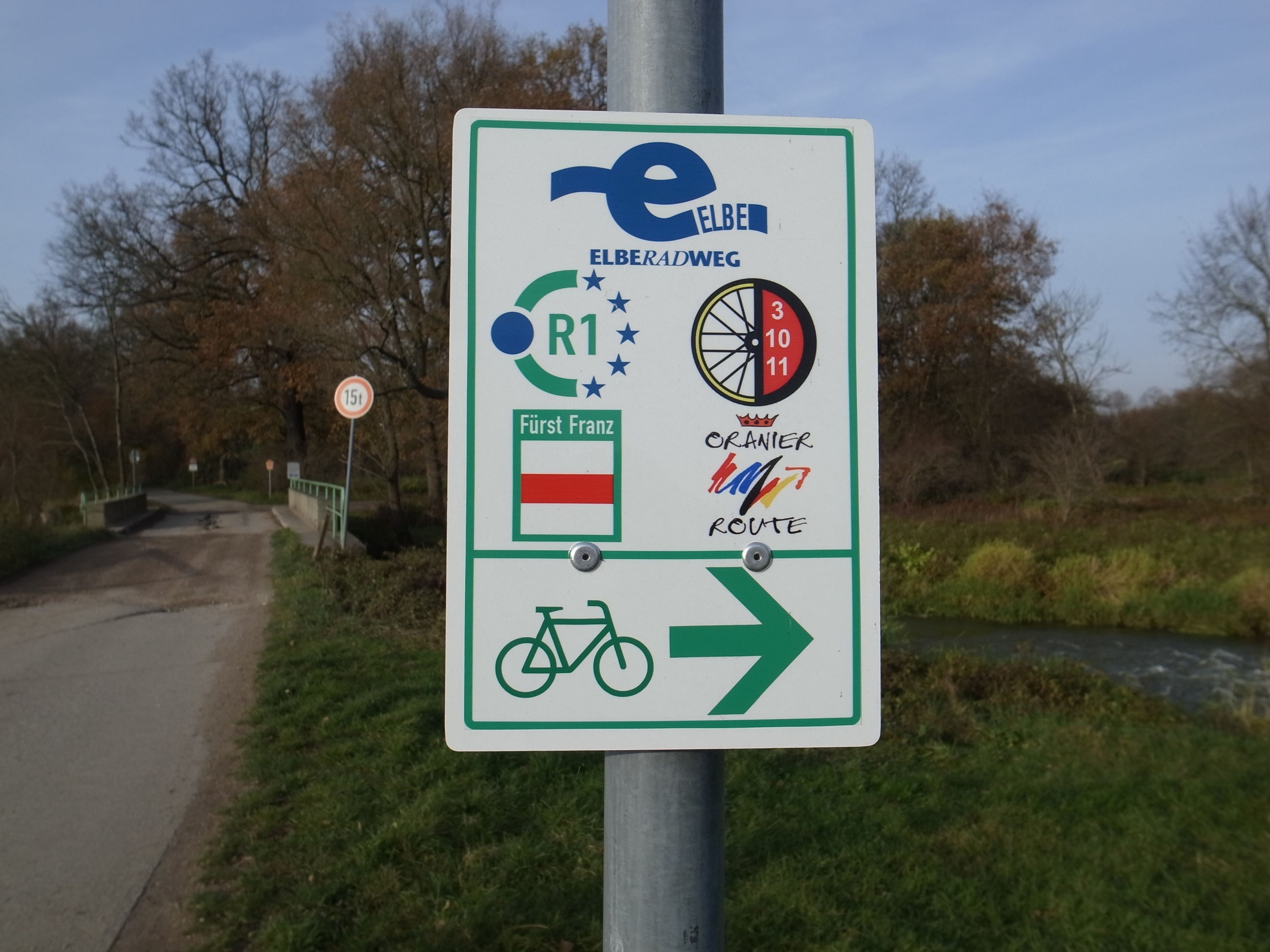
Wegweiser bei Oranienbaum

## Bundesländer
Die Oranier-Route führt aus den Niederlanden kommend zunächst erst in südlicher Richtung durch Nordrhein-Westfalen, Rheinland-Pfalz und Hessen, dann in nordöstlicher Richtung durch Niedersachsen, Thüringen (seit 2019), Sachsen-Anhalt, Sachsen (ab 2022), Brandenburg und Berlin zuzustreben. Von hier aus geht es nordwestlich durch Mecklenburg-Vorpommern und weiter westlich durch Schleswig-Holstein, Bremen und wieder durch Niedersachsen zurück an die Nordseeküste bei Amsterdam.

## Landschaften
Auf dieser Ferienroute werden die unterschiedlichsten Landschaftsformen durchfahren: Die Nordseeküste und die Ebenen Hollands, das Nieder- und Mittelrheintal, die grünen, manchmal schroffen, manchmal sanften Mittelgebirge, das Havelland, die Mecklenburgische Seenplatte und schließlich die weite Tiefebene des Nordens. Im Einzelnen sind dies, ausgehend von Amsterdam:
- Nordseeregion
- Provinz Holland
- Niederrhein
- Siegerland
- Mittelrhein
- Lahn
- Rheinhessen
- Westerwald
- Taunus
- Lahn-Dill-Gebiet
- Waldecksches Upland
- Weserbergland
- Harz
- Elbtal
- Weimar
- Dresden Elbland
- Havelland
- Mecklenburgische Seenplatte
- Ostseeregion
- Elbauen
- Unterweser
- Norddeutsche Tiefebene
- Westfriesland
- IJsselmeer

## Sehenswürdigkeiten
Sehenswerte Städte, Schlösser, Burgen und Gartenanlagen finden sich überall entlang dieser Ferienstraße. Aufgeführt sind hier solche Orte und Sehenswürdigkeiten, die mit dem Haus Oranien-Nassau verbunden sind:
- Amsterdam – Prinsenhof, heute Hotel The Grand
- Den Haag – Residenz Binnenhof
- Delft – Prinsenhof, Nieuwe Kerk mit Grabmal von Wilhelm I. (Oranien)
- Dordrecht – Häuserkomplex Berckepoort
- Breda – Oranierkirche Onze Lieve Vrouwe
- Buren (Gelderland) – St. Lambertuskirche
- Apeldoorn – Sommerresidenz Paleis Het Loo
- Kamp-Lintfort – Kloster Kamp
- Moers – Moerser Schloss
- Freudenberg – Altstadt/ehem. nassauische Grenzfeste
- Nassau – Schloss Nassau
- Diez – Frauenresidenz Oranienstein mit Nassau-Oranien-Museum
- Dillenburg – Wilhelmsturm auf dem Schlossberg, Geburtsort von Wilhelm I. (Oranien)
- Siegen – Siegerlandmuseum im Oberen Schloss mit Oranier-Forum
- Fulda – Schloss Fasanerie
- Bad Arolsen – Schloss Arolsen, Geburtsort der späteren Königin Emma
- Bad Pyrmont – Sommerresidenz Schloss Pyrmont mit Museum
- Wernigerode – Schloss und Museum Wernigerode
- Stolberg (Harz) – Schloss Stolberg
- Weimar – Stadtschloss, Schloss Belvedere
- Dessau-Roßlau – Schloss Mosigkau
- Oranienbaum – Schloss Oranienbaum
- Wörlitz – Landschaftsgarten Wörlitzer Park
- Meißen – Dom zu Meißen mit Grab der Anna von Sachsen – ab 2022
- Radebeul – kurfürstliches Weingut Hoflößnitz – ab 2022
- Dresden – Residenzschloss mit Renaissanceausstellung und Kupferstichkabinett, Brühlsche Terrasse mit Festung Dresden (Festung Xperience) und Moritzmonument, Gemäldegalerie Alte Meister mit Niederländischer Malerei u. a. von Rembrandt und Vermeer – ab 2022
- Potsdam – Holländisches Viertel, Holländische Mühle
- Oranienburg – Schloss Oranienburg mit Orangerie
- Schwerin – Residenzschloss Schwerin und Schloss Ludwigslust
- Hitzacker – Prinz-Claus-Gedächtnisbüste
- Lingen – Altstadt
- Nordhorn – Kloster Frenswegen
- Leeuwarden – Palais Princessehof und Gartenanlage Prinsentuin